# Breitenfelde (Amt)
Breitenfelde é uma associação municipal da Alemanha do estado de Schleswig-Holstein, distrito de Lauenburg.

## Municípios Associados
(população)
1. Alt Mölln (864)
2. Bälau (239)
3. Borstorf (307)
4. Breitenfelde (1,812)
5. Grambek (393)
6. Hornbek (176)
7. Lehmrade (463)
8. Niendorf an der Stecknitz (628)
9. Schretstaken (518)
10. Talkau (527)
11. Woltersdorf (280)